# Horace C. Grout
Horace Clyde Grout  (geboren am 14. März 1881 in Wausau, Wisconsin; gestorben am 10. Oktober 1950 in Montreal) war ein kanadisch-amerikanischer Eisenbahnmanager. Er war Präsident der Minneapolis, St. Paul and Sault Ste. Marie Railroad (Soo Line).

## Leben
Der Sohn von Horace A. Grout und Eva Shaughnessy besuchte die Northwestern Military Academy in Highland Park (Illinois) und studierte an der University of Wisconsin in Madison.
1898 begann Horace C. Grout als Vermessungsgehilfe für die Canadian Pacific Railway (CPR) auf den Strecken im Westen zu arbeiten. Ab 1903 arbeitete er als Ingenieur in Montreal und wurde 1909 in die Betriebsabteilung versetzt und war zunächst Assistant Superintendent in West Toronto und Havelock (Ontario). Ab 1914 war er General Superintendent für den New Brunswick District und ab 1920 in gleicher Position im Ontario District. Damit war er hauptverantwortlich für den Eisenbahnverkehr der Canadian Pacific in diesen Provinzen. 1934 wurde er Assistent des Vizepräsidenten.
1942 wurde er General Manager für die westlichen Strecken (Große Seen-Pazifik) mit Sitz in Winnipeg. 1944 wurde er Chief Executive Officer und Präsident der nach der Zwangsverwaltung reorganisierten und im Mehrheitsbesitz der CPR befindlichen Minneapolis, St. Paul and Sault Ste. Marie Railroad. In dieser Position blieb er bis zum 31. Dezember 1949 und wurde von G. Allan MacNamara abgelöst.
Horace C. Grout war seit 1906 mit Mary Eliza Curley verheiratet. Das Paar hatte drei Kinder.